# Атанас Ломски
Атанас Руменов Ломски e бивш български футболист, ляв бек на Арда (Кърджали). Преди да се откаже от спорта, той играе с номер 13 на фланелката.

## Кариера
Юноша на ФК Златоград, играе като ляв бек. Дебютира за първия състав на Арда (Кърджали) през 2019 г., като записва 25 официални мача в А група. 